# Lactobacillaceae
Lactobacillaceae es una familia de bacterias del ácido láctico. Son bacilos gram-positivos. Mediante metabolismo anaerobio producen la fermentación de los glúcidos, transformándolos en ácido láctico.
Se encuentran regularmente en la mucosa del tracto intestinal de humanos y de otros animales, en alimentos y productos lácteos, así como en zumos vegetales fermentados.
Algunas especies de esta familia son altamente patógenas.